# 没薬

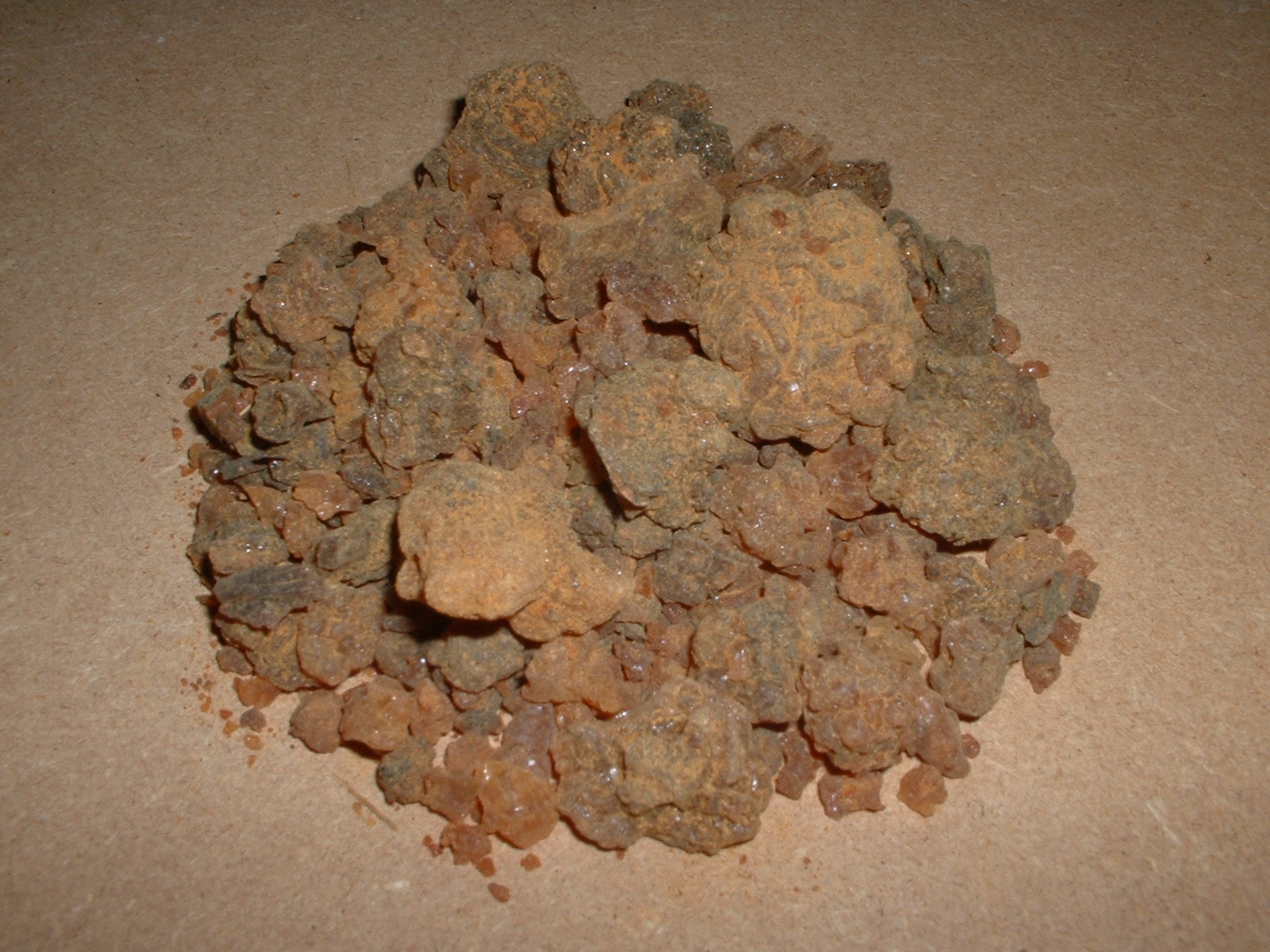
没薬

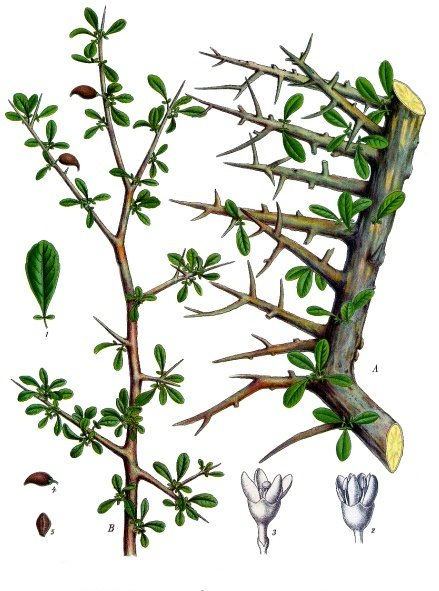
モツヤクジュ

没薬（もつやく）とは、ムクロジ目カンラン科コンミフォラ属(ミルラノキ属)の各種樹木から分泌される、赤褐色の植物性ゴム樹脂のことである。ミルラ（Myrrh）の和名が没薬になる。

## 名前の語源
「ミルラ」も中国で命名された没薬の「没」も「苦味」を意味するヘブライ語のmor、あるいはアラビア語のmurrを語源としているとされるほか、ギリシア神話に由来する。

### ギリシア神話の由来
キプロス王キニュラースとその妻ケンクレイスの間に生まれた娘ミュラーは、父であるキニュラースを愛してしまった。道ならぬ恋に苦しんだミュラーは、その後アラビアのサバア王国へ追放される。ミュラーを憐れんだ神々は、ミュラーを一本の木へと姿を変えさせた。これがミルラ（没薬）の木で、ミュラーの流す涙は香り高い樹液となった。

## 分布・起源
没薬樹はエジプト、オマーン、イエメン、など主にアラビア半島の紅海沿岸の乾燥した高地に自生し、エチオピア北部、スーダン、南アフリカなどにも自生する。
起源については、アフリカであることは確実であるとされるが、エジプトに世界最古の没薬使用例がある事からエジプト起源という説もある。

## 利用

### 利用史
古くから香として焚いて使用されていた記録が残されている。また、殺菌作用を持つことが知られており、鎮静薬、鎮痛薬としても使用されていた。
古代エジプトにおいて、日没の際に焚かれていた香であるキフィの調合には没薬が使用されていたと考えられている。また、ミイラ作りに遺体の防腐処理のために使用されていた。ミイラの語源はミルラから来ているという説がある。
聖書にも没薬の記載が多く見られる。出エジプト記には聖所を清めるための香の調合に没薬が見られる。東方の三博士がイエス・キリストに捧げた3つの贈り物の中にも没薬がある。没薬は医師が薬として使用していたことから、これは救世主を象徴しているとされる。また、イエス・キリストの埋葬の場面でも遺体とともに没薬を含む香料が埋葬されたことが記されている。
東洋においては線香や抹香の調合に粉砕したものが使用されていた。

### 近代から現在
近代以降においては主に男性用香水に使用する香料の調合にも使用されている。この用途には粉砕した没薬を水蒸気蒸留したエッセンシャルオイルや溶剤抽出物のレジノイドが使用される。
この他、歯磨剤やガムベースにも使用される。

## その他
花、特にバラの香りの分析的評価の一つにミルラ香という名前がある。